# H2O (álbum de Hall & Oates)
H2O es el decimoprimer álbum de estudio del dúo norteamericano Hall & Oates, fue lanzado el 4 de octubre de 1982 y alcanzó el puesto número 3 en el Billboard 200.
De este álbum se lanzaron tres sencillos: "Maneater", "One On One" y "Family Man", todos alcanzando el top 10 del Billboard Hot 100.
Maneater llegó al número uno en el Billboard Hot 100 y se mantuvo en esa posición durante cuatro semanas convirtiéndose en la canción más exitosa de la carrera del dúo, también llegó al número 18 en la lista Hot Dance Club Songs de Billboard.
El álbum se volvió a lanzar en CD en el año 2004 incluyendo tres versiones extendidas.

## Lista de canciones
1. "Maneater" – 4:33
2. "Crime Pays" – 4:31
3. "Art of Heartbreak" – 3:43
4. "One on One" – 4:17
5. "Open All Night" – 4:35
6. "Family Man" – 3:25
7. "Italian Girls" – 3:17
8. "Guessing Games" – 3:15
9. "Delayed Reaction" – 3:59
10. "At Tension" – 6:16
11. "Go Solo" – 4:35

Canciones extra en el CD de 2004
1. "Family Man" (Rock Mix) – 5:47
2. "Maneater" (Special Extended Club Mix) – 6:00
3. "One on One" (Club Mix) – 5:31